# Roman Vojtek
Roman Vojtek (* 14. dubna 1972 Vsetín) je český divadelní a filmový herec, zpěvák, tanečník, moderátor a podnikatel, který byl dvakrát nominovaný na divadelní Cenu Thálie. Před kamerou začínal v českých pohádkách, nejvíce je ale známý díky roli Karla Dvořáka v televizním seriálu Vyprávěj. Stal se vítězem první řady taneční show StarDance ...když hvězdy tančí a účastnil se také soutěže Tvoje tvář má známý hlas. Jeho druhou manželkou je herečka a zpěvačka Petra Vojtková.

## Mládí a studia
Roman Vojtek pochází z Valašska, narodil se v roce 1972 ve Vsetíně. Od mládí zpíval a tančil ve folklórním souboru. Byl hyperaktivní dítě a kvůli tomu měl problémy ve školce. Rodiče ho v první třídě přihlásili do gymnastického kroužku. Když mu bylo dvanáct let, jeho matka onemocněla rakovinou a za čtyři roky ve svých 39 letech zemřela. S jejím odchodem se Roman dlouho vyrovnával. Po pěti letech od matčiny smrti náhle zemřel na infarkt také otec. Zanedlouho potom se jeho o tři roky mladší sestra odstěhovala s přítelem do Bolívie a tři roky o sobě nedala vědět.
Vojtek se nejprve vyučil seřizovačem obráběcích strojů a po vyučení krátce pracoval jako soustružník. Několik měsíců strávil ve Španělsku, kde pracoval na tabákových polích. V roce 1995 vystudoval muzikálové herectví na Divadelní fakultě Janáčkovy akademie múzických umění v Brně. Již během studia vystupoval pohostinsky na scéně Městského divadla Brno (Sny svatojánských nocí, Bastard, Divotvorný hrnec).

## Profesní život
Po absolutoriu nastoupil do svého prvního angažmá v Městském divadle Brno. Hrál v muzikálech i v činohře, např. v Radúze, Bastardovi, Divotvorném hrnci či Mahuleně. Za roli v muzikálu West Side Story byl v roce 1996 nominován na Cenu Thálie. Pravidelně vystupuje i v Praze v Hudebním divadle v Karlíně nebo nejnověji i v Divadle Hybernia, účinkoval např. v Pomádě, Vlasech, Monte Cristu, Noci na Karlštejně nebo Jacku Rozparovačovi. Za roli v muzikálu Producenti získal v roce 2006 druhou nominaci na Cenu Thálie.
Natočil dvě sólová alba s názvem ... to věděl bych rád (2006) a Život je muzikál (2007). Před kamerou začínal v televizních pohádkách – Jak přišli kováři k měchu, O bojácném Floriánkovi, Zakletý vrch, Pekelná maturita, a ve filmu se poprvé objevil v dramatu Dvojrole.
V roce 2006 zvítězil v prvním ročníku televizní show StarDance ...když hvězdy tančí. V roce 2009 začal hrát v seriálu Vyprávěj, kde ztvárňoval hlavní roli Karla Dvořáka, až do konce seriálu – tedy do roku 2013. V roce 2016 se zúčastnil televizní soutěže Tvoje tvář má známý hlas. Během roku 2017 hrál v seriálu Modrý kód. V posledních letech se kromě herectví věnuje i moderaci, většinou televizí nevysílaných akcí, jako například taneční show NINE a další. V roce 2019 si zahrál ve filmu Můj příběh a začal hrát v novém seriálu Linka. I nadále se věnuje divadlu a muzikálům a pravidelně se objevuje i v televizních seriálech, např. Co ste hasiči (2021), O mě se neboj (2022) a Zlatá labuť (2023). Své zážitky z období očekávání a narození dítěte zachytil jako spoluautor monodramatu Otec v šestinedělí. Hudební komedii uvádí od roku 2024 Divadlo Hybernia a Roman Vojtek během představení ztvárňuje dvacet různých postav.
Od roku 1996 je spolumajitelem nahrávacího a dabingového studia, pracoval i jako divadelní podnikatel v brněnském G-studiu.

## Osobní život
Roman Vojtek je podruhé ženatý. S první manželkou produkční Terezou Janoušovou se oženil v roce 2009 a mají spolu dceru Editu (* 2010) a syna Benedikta (* 2015). Manželství se po deseti letech jejich vztahu rozpadlo. Podruhé se oženil v roce 2019 s o patnáct let mladší herečkou a zpěvačkou Petrou Vraspírovou a vychovávají spolu syny Nathaniela (* 2020) a Vincenta (* 2023).

## Divadlo
Zdroj portál i-divadlo

#### Městské divadlo Brno
- 1996 West Side Story
- 1997–2011 Cyrano z Bergeracu
- 1998 Babylon
- 1998 Amadeus
- 2000  Svět plný andělů
- 2011 Sugar (Někdo to rád horké)

- 2013–2017 Zorro

#### Hudební divadlo Karlín
- 2003 West Side Story
- 2004–2018  Noc na Karlštejně
- 2006–2011 Producenti

#### Divadlo Palace
- 2003 Miluju tě, ale...

#### Goja Music Hall
- 2004 Miss Saigon

#### Divadlo Kalich
- 2007 Jack Rozparovač

#### Divadlo Broadway
- 2010 Je třeba zabít Davida

#### Divadlo J. K. Tyla Plzeň
- 2010–2013 Miluju tě, ale...

#### Divadlo Hybernia
- 2010 Baron Prášil
- 2011–2014 Quasimodo
- 2014–2017 Antoinetta – královna Francie
- 2024 Otec v šestinedělí

#### Kongresové centrum
- 2014–2018 Mamma Mia!
- 2016–2017 Ať žijí duchové!
- 2017 Rocky

#### Pantheon production
- 2018–2022 Nalevo od výtahu

## Filmografie

### Filmy
- 1998 Dvojrole – Tonda
- 2007 Svatba na bitevním poli – Prokop
- 2008 Peklo s princeznou – Smolda
- 2008 Líbáš jako Bůh – Adam
- 2012 Líbáš jako ďábel – Adam
- 2016 Taxi 121 – agent Příhoda
- 2016 Decibely lásky – Koukal st.
- 2016 Muzikál aneb Cesty ke štěstí – Pavel
- 2019 Můj příběh – plastický chirurg MUDr. Tomáš Doležal

### Televize
- 1998 Jak přišli kováři k měchu – Antonínek
- 1999 O bojácném Floriánkovi – Florián
- 1999 Zakletý vrch – Libor
- 2001 O princezně se zlatým lukem – Vítek
- 2002 Babylon
- 2003 Pekelná maturita
- 2005 3 plus 1 s Miroslavem Donutilem (cyklus povídek)
- 2005–2013 Ulice (seriál) – Hynek Urban
- 2007 O uloupené divožence – Robert
- 2007 Trapasy (seriál)
- 2008 Devatenáct klavírů
- 2009–2013 Vyprávěj (seriál) – Karel Dvořák (otec Honzíka)
- 2012 Dvanáct měsíčků – Karel.
- 2017 Modrý kód (seriál) – MUDr. Daniel Lukeš (38. – 60. epizoda)
- 2019 Krejzovi (seriál)
- 2019 Linka (seriál) – policista, vrchní komisař
- 2021 Hvězdy nad hlavou (seriál)
- 2021 Co ste hasiči (seriál)
- 2022 O mě se neboj (seriál)
- 2023 Zlatá labuť (seriál)